# Шонгопові
Шонгопові (англ. Shongopovi) — переписна місцевість (CDP) в США, в окрузі Навахо штату Аризона. Населення — 711 особа (2020).

## Географія
Шонгопові розташоване за координатами 35°48′35″ пн. ш. 110°32′6″ зх. д. / 35.80972° пн. ш. 110.53500° зх. д. (35.809743, -110.535077).  За даними Бюро перепису населення США в 2010 році переписна місцевість мала площу 4,13 км², з яких 4,11 км² — суходіл та 0,02 км² — водойми.

## Демографія
Згідно з переписом 2010 року, у переписній місцевості мешкала 831 особа в 204 домогосподарствах у складі 167 родин. Густота населення становила 201 особа/км².  Було 240 помешкань (58/км²).
Расовий склад населення:
| - 99,2 % — корінних американців - 0,1 % — білих - 0,1 % — азіатів |

До двох чи більше рас належало 0,5 %. Частка іспаномовних становила 1,4 % від усіх жителів.
За віковим діапазоном населення розподілялося таким чином: 38,4 % — особи молодші 18 років, 51,5 % — особи у віці 18—64 років, 10,1 % — особи у віці 65 років та старші. Медіана віку мешканця становила 24,6 року. На 100 осіб жіночої статі у переписній місцевості припадало 91,0 чоловіків;  на 100 жінок у віці від 18 років та старших — 89,6 чоловіків також старших 18 років.
Середній дохід на одне домашнє господарство  становив 41 004 долари США (медіана — 39 583), а середній дохід на одну сім'ю — 36 178 доларів (медіана — 40 370). За межею бідності перебувало 46,4 % осіб, у тому числі 63,1 % дітей у віці до 18 років та 28,1 % осіб у віці 65 років та старших.
Цивільне працевлаштоване населення становило 283 особи. Основні галузі зайнятості: освіта, охорона здоров'я та соціальна допомога — 28,3 %, публічна адміністрація — 26,5 %, мистецтво, розваги та відпочинок — 14,5 %, виробництво — 9,9 %.